# يوم بلفور
يوم بلفور هو الاسم الذي يطلق على يوم إعلان وعد بلفور عام 1917. يتذكره الفلسطينيون واليهود ومؤيديهم.

## احتفال يهودي
منذ عام 1918 حتى الحرب العالمية الثانية، احتفل اليهود في فلسطين الانتدابية بيوم بلفور باعتباره يومًا وطنيًا سنويًا. تتضمن الاحتفالات احتفالات في المدارس وغيرها من المؤسسات العامة، وإنشاء المقالات الاحتفالية في الصحف العبرية.

## حداد فلسطيني
يعلن الفلسطينيون الحداد في جميع أنحاء البلاد يوم بلفور. حيث يشمل ذلك إضرابًا عامًا تغلق فيه المتاجر والأسواق، وتتطبع الصحف بخطوط سوداء وتعلق الأعلام السوداء. وكانت الاحتجاجات في كثير من الأحيان مناسبة للدعوة إلى الوحدة الفلسطينية.
لم تؤيد حكومة الانتداب البريطاني على فلسطين الإضراب العربي الفلسطيني، لذلك لم تعلن اللجنة العربية العليا ذلك رسميًا.
وقعت إضرابات واحتجاجات في مدن أخرى كبيروت ودمشق والقاهرة.
كانت الفعاليات الرسمية خلال الثورة الفلسطينية الكبرى 1936-1939 محدودة، عندما توقفت معظم الأحزاب السياسية الفلسطينية عن العمل.
أُعيدت فعاليات الاحتجاج والإضراب من جديد في يوم بلفور رسميًا عام 1945 حيث شملت أنحاء البلاد كافة.